# Erasmus van Erbach
Erasmus (ca. 1466 – Erbach, 1 september 1503) was schenk en heer van Erbach-Erbach van 1480 tot 1503. 
Erasmus was de enige zoon van Filips II van Erbach-Erbach en Margareta van Hohenlohe. Toen zijn vader in 1477 overleed was Erasmus nog niet meerderjarig, waardoor hij tot 1484 onder voogdij stond van de ridders Blicker von Steinach en Hans von Rodenstein. Erasmus breidde zijn bezit van de heerlijkheid Bickenbach uit en in 1491 werd hij raadsheer in dienst van keurvorst Filips van de Palts.
Omdat Erasmus overleed zonder een mannelijke opvolger na te laten viel de heerlijkheid Erbach-Erbach na zijn dood in 1503 aan Eberhard XIII van Erbach-Fürstenau.

## Huwelijk en kinderen
Erasmus trouwde op 30 oktober 1485 met Elisabeth van Werdenberg, een dochter van graaf George van Werdenberg. Erasmus en Elisabeth kregen drie kinderen:
- Filips, overleed op jonge leeftijd
- Catharina (ca. 1486–1549), getrouwd met Johan Werner de Jongere van Zimmern
- Anna († 1551), in 1512 getrouwd met Heinrich Onsgrius von Stoffeln en in 1516 met George van Lupfen